# Powertrip
Albums de Monster Magnet
Dopes to Infinity
(1995) God Says No
(2000)
Singles
1. Space Lord
Sortie : mai 1998
2. Powertrip
Sortie : octobre 1998
3. Temple of Your Dreams
Sortie : avril 1999
4. See You In Hell
Sortie : 1999

Powertrip est le quatrième album studio du groupe de stoner rock américain Monster Magnet. Il est sorti le 6 juin 1998 sur le label A&M Records et a été produit par Dave Wyndorf et Matt Hyde.

## Historique
Pour l'écriture de cet album, Dave Wyndorf s'envole pour las Vegas et loue une chambre dans un hôtel au sud du Strip. Il y resta vingt et un jours pendant lesquels il composa une chanson par jour, la plupart inspirées par Vegas. Finalement seul treize titres seront retenu pour cet album.
L'album fut enregistré aux North Vine Studios de Hollywood et aux NRG Recording Studios de North Hollywood en Californie. Le groupe opèrent un virage dans sa musique, les morceaux sont plus courts, plus nerveux, les ambiances psychédéliques des premiers albums sont absentes. Une première version de Tractor se trouve sur l'Ep Monster Magnet sorti en 1990. Powertrip, Space Lord, Temple of Your Dreams et See You in Hell sont également sortis en singles. Space Lord eut un grand succès en se classant à la 3e place des Mainstream Rock Tracks du Billboard Magazine.
Il se classa à la 97e place du Billboard 200 et à la première du Top Heatseekers Album aux États-Unis. Il y sera certifié disque d'or pour plus de cinq cent mille albums vendus. En Europe, il rencontra un certain succès en Allemagne (#21) et en Suède (#25).
À la fin de l'enregistrement, le guitariste Phil Caivano rejoindra le groupe.

## Liste des titres
- Tous les titres de l'album ont été composés par Dave Wyndorf.

| No  | Titre                    | Durée |
| --- | ------------------------ | ----- |
| 1.  | Crop Circle              | 5:32  |
| 2.  | Powertrip                | 3:31  |
| 3.  | Space Lord               | 5:55  |
| 4.  | Temple of Your Dreams    | 4:35  |
| 5.  | Bummer                   | 7:35  |
| 6.  | Baby Götterdämerung      | 3:09  |
| 7.  | 19 Witches               | 4:02  |
| 8.  | 3rd Eye Landslide        | 5:10  |
| 9.  | See You in Hell          | 4:05  |
| 10. | Tractor                  | 3:26  |
| 11. | Atomic Clock             | 5:06  |
| 12. | Goliath and the Vampires | 4:13  |
| 13. | Your Lies Become You     | 4:18  |

## Musiciens
Monster Magnet
- Dave Wyndorf : chant, guitare
- Ed Mundell : guitare
- Joe Calandra : basse
- Jon Kleiman : batterie

Musiciens additionnel
- Matt Hyde: guitare
- John Flannery: guitare
- Scott Garett: batterie

## Charts & certification

### Album
Charts
| Pays                              | Durée du classement | Meilleur classement | Date             |
| --------------------------------- | ------------------- | ------------------- | ---------------- |
| Allemagne                         | 17 semaines         | 21e                 | 15 juin 1998     |
| Belgique (V)                      | 4 semaines          | 31e                 | 27 juin 1998     |
| États-Unis Billboard 200          | 23 semaines         | 97e                 | 3 octobre 1998   |
| États-Unis Top Heatseekers Albums | 13 semaines         | 1er                 | 5 septembre 1998 |
| Royaume-Uni                       | 1 semaine           | 65e                 | 13 juin 1998     |
| Suède                             | 18 semaines         | 23e                 | 12 juin 1998     |

Certification
| Pays       | Certification | Ventes    | Date            |
| ---------- | ------------- | --------- | --------------- |
| États-Unis | Or            | 500 000 + | 25 janvier 1999 |

### singles
| Single                | Chart                  | Durée du classement | Position | Date             |
| --------------------- | ---------------------- | ------------------- | -------- | ---------------- |
| Space Lord            | Mainstream Rock Tracks | 27 semaines         | 3e       | 18 juillet 1998  |
| Space Lord            | Alternative Songs      | 12 semaines         | 29e      | 22 août 1998     |
| Space Lord            | UK Singles Chart       | 2 semaines          | 45e      | 6 mars 1999      |
| Powertrip             | Mainstream Rock Tracks | 24 semaines         | 20e      | 26 décembre 1998 |
| Powertrip             | RPM Top Singles        | 8 semaines          | 49e      | 11 janvier 1999  |
| Powertrip             | UK Singles Chart       | 2 semaines          | 39e      | 23 janvier 1999  |
| Temple of Your Dreams | Mainstream Rock Tracks | 12 semaines         | 25e      | 29 mai 1999      |